# Perra gorda
La perra gorda era el nombre con el que se denominaba a la moneda española de 10 céntimos de peseta de 1870. Esta locución fue dada en alusión al extraño león (al que se confundía con un perro cuando esta se desgastaba) que aparecía en el reverso, asimismo, se le llamaba perra chica a la moneda de iguales motivos en anverso y reverso con la mitad de peso, tamaño y valor (5 céntimos). Mantuvieron esta denominación sus sucesoras del mismo valor de 1877 a 1879 de Alfonso XII y las de 1940 a 1941 *45 al 53 del jinete.  

## Historia
Fue emitida en 1870 por el Gobierno provisional, tras la reforma de 1868, en la que aparecían nuevas monedas, entre ellas la peseta. Tuvo un papel importante en la economía española, hasta que fue desmonetizada el 29 de octubre de 1941. Fue sustituida por nuevas monedas de 10 céntimos acuñadas en aluminio, que ya no mostraban los mismos anagramas, pero muchos siguieron llamándola igual.

## Descripción
Estaba acuñada en Cobre y su peso, era de 10 gramos. 
Su anverso mostraba la matrona Hispania (heredada de la numismática de Adriano, en tiempos del Imperio romano), sentada hacia la derecha sobre unas montañas que representan los Pirineos, con una rama de olivo en la mano que reposaba, junto a una leyenda que decía "DIEZ GRAMOS" y la fecha de acuñación.
Su reverso consistía en un león tenante, sosteniendo el escudo de España (que contiene León, Castilla, Aragón, Navarra y Granada en la punta) y una leyenda que decía "CIEN PIEZAS EN KILOG." y el valor de la moneda "DIEZ CÉNTIMOS". El diseño del reverso fue elegido mediante un concurso, en el que el trabajo presentado por Luis Plañiol, resultó elegido, sirviendo de modelo para el diseño definitivo de Luis Marchionni, que desde 1861 ocupaba el cargo de grabador principal de la Casa de Moneda de Madrid, aunque cabe destacar que la ceca de acuñación fuese la de Barcelona representada con una estrella de ocho puntas.

## Expresiones populares
- Para ti la perra gorda: Desistir en la discusión, de la cual se renuncia a continuar como dando la razón al otro pero sin querer dársela en realidad.[4]
- No valer una gorda: La alusión a la citada moneda se debe a su escaso valor (su valor actual sería de 0,06 céntimos de €: 0,0006€) que se equipara al sujeto de la oración.[4]
- Casa de la perra gorda: Sede del Instituto Nacional de Previsión. Las primeras cotizaciones del seguro de vejez fueron de una perra gorda y daban derecho a una peseta diaria a la hora de la jubilación. Inmediatamente, el gracejo popular comenzó a llamar a muchas sedes del INP como la casa de la perra gorda (cfr. Miguel López Sáez, último párrafo).